# ابتسامة لثوية

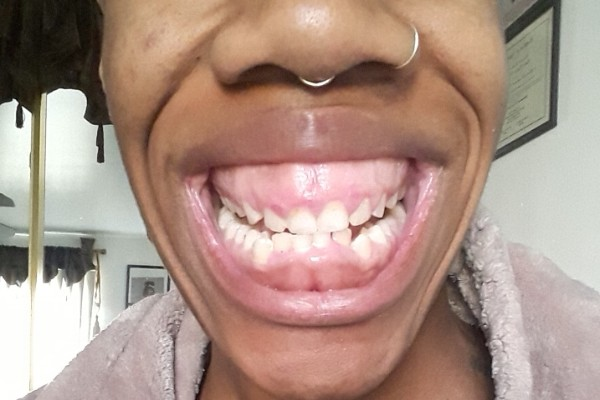
Gummy Smile

الابتسامة اللثوية (بالإنجليزية: gummy smile)‏ أو شكل اللثة الزائدة هي حالة شائعة تؤثر على جمال الابتسامة، والتي يمكن أن تحدث بسبب بزوغ الأسنان بشكل غير طبيعي (تأخر مفاجئ سلبي)، أو فرط في حركة عضلات الشفة العليا، أو بسبب نمو رأسي زائد لعظام الفك العلوي أو الأسنان الأمامية العلوية، أو بسبب اندماج إحدى العوامل الموصوفة أعلاه معًا. تم اقتراح العديد من طرق العلاج لتحسين عرض الابتسامة والحد من شكل اللثة العريض.

## العلاج
1. تقويم الأسنان[4]
2. الجراحة [5]
3. حقن البوتوكس,[6] وجدت الدراسات أن البوتوكس (BTX-A) كان ناجحًا في علاج الابتسامات اللثوية، ولكن النتائج ليست دائمة، فهي تستمر لمدة حوالي ستة أشهر.[7] يتم حقن المادة في العضلات المفرطة للشفة العليا، مما يؤدي إلى انخفاض في حركة الشفاه ينتج عنه ابتسامة مع تعرض أقل للثة.[8] يتم حقن البوتوكس في عضلات الشفة الثلاثة التي تلتقي على جانب الأنف; ال levator labii superioris (LLS) ، و ال levator labii alaeque nasi muscle (LLSAN) ، وال zygomaticus minor (ZMi).[9]
4. زرع الدهون الدقيقة (MAFT).[10]